# 100 Days My Prince
100 Days My Prince er en sydkoreansk tv-drama/serie fra 2018 på 16 episoder. Hovedrollerne spilles af henholdsvis D.O (Lee Yul/Na Won-deuk) og Nam Ji-hyun (Yeon Hong-shim/Yoon Yi-seo).